# وزارة الزراعة (فلسطين)
وزارة الزراعة الفلسطينية وزارة فلسطينية تتولى عملية توجيه وإدارة القطاع الزراعي الفلسطيني، وقد أنشئت عقب تأسيس السلطة الوطنية الفلسطينية، ويقع مقرها في مدينة البيرة. الوزير الحالي هو رزق سليمية.

## نشأة الوزارة
أنشئت وزارة الزراعة الفلسطينية في عهد السلطة الوطنية الفلسطينية عام 1996، حيث صدر مرسوم رئاسي من الرئيس ياسر عرفات يقضي بتأسيسها.

## مهام الوزارة
تتولى وزارة الزراعة الفلسطينية مهام إدارة القطاع الزراعي الفلسطيني والموارد الطبيعية الفلسطينية، كما تتولى مهام تحسين إنتاجية الزراعة الفلسطينية بما يساهم في تحقيق الأمن الغذائي، إضافة إلى إيجاد البنية التحتية الزراعية المناسبة لتطوير القطاع الزراعي الفلسطيني.

## وزراء سابقين
- سفيان سلطان.[4]
- رياض عطاري

## وصلات خارجية
- الموقع الرسمي لوزارة الزراعة الفلسطينية